# Карнатка білоброва
Карнатка білоброва (Spizella passerina)  — вид невеликих вівсянкових Нового Світу з родини Passerellidae. Стан популяції карнатки білобрової не вважається загрозливим, і навіть трошки покращився за останні роки. Відрізняється коричнево-рудою «шапочкою» та білими смужками над очима, через око йде темна смужка. Груди й живіт однотонно світло-сірі.

## Поширення
Карнатку білоброву можна зустріти у всіх частинах північноамериканського континенту від Тихого океану до Атлантичного, за винятком полярних районів. Взимку мігрує у південні штати США, до Мексики та Центральної Америки (крім Карибів). Вважалося, що карнатка білоброва приурочена до незімкнених хвойних лісів, соснових узлісь; але останніми роками її все частіше можна побачити в парках, сільгоспугіддях та інших антропогенно змінених біотопах. На зимівлі її можна побачити у відкритих насадженнях, гущавинах, чагарниках та полях. Властиво, карнатка була навіть ширше представлена у селах і містечках 19 ст., але пізніше інтродуцент з Європи горобець хатній витіснив її і став найпоширенішим «міським» горобцем.

## Поведінка
Тримається на землі, в чагарниках, робить невеликі перельоти, здатна полювати на комах у польоті. Живиться влітку переважно комахами, а взимку та в перехідні періоди — насінням злаків, бур'янів, підбирає загублені сільськогосподарські зернові. У час гніздування тримається парами, у весь інший час - у зграях з іншими дрібними птахами. Гнізда — невеликі чашоподібні, плетені з трав, всередині вистелені волоссям, шерстю тварин. За сезон може мати до двох кладок по 3—4, зрідка 2—5 яєць, які висиджує самиця, а вигодовують молодняк обоє батьків. 